# 拉拉月坑

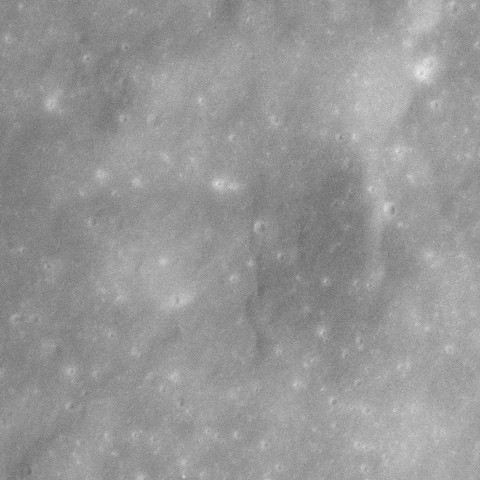
阿波罗17号全景相机照片

拉拉月坑（Lara）是月球表面的一处地质特征，一座位于陶拉斯-利特罗谷中的陨石坑。1972年阿波罗17号任务期间，宇航员尤金·塞尔南和哈里森·施密特曾到访过它，第二次舱外活动的3号科考点就定在它的东北边缘。
拉拉月坑位于几乎肯定来自南丘崩坍沉积物的"浅色覆盖层"中。其南面是南森月坑和2号科考点，东北方则是矮子月坑及4号科考点。
该陨坑是宇航员以俄国著名作家鲍里斯·帕斯捷尔纳克的小说《日瓦戈医生》中的女主角名字所命名。